# Merlevenez

Merlevenez este o comună în departamentul Morbihan, Franța. În 1 ianuarie 2022 avea o populație de 3.191 de locuitori.